# St. Martin (Ittendorf)

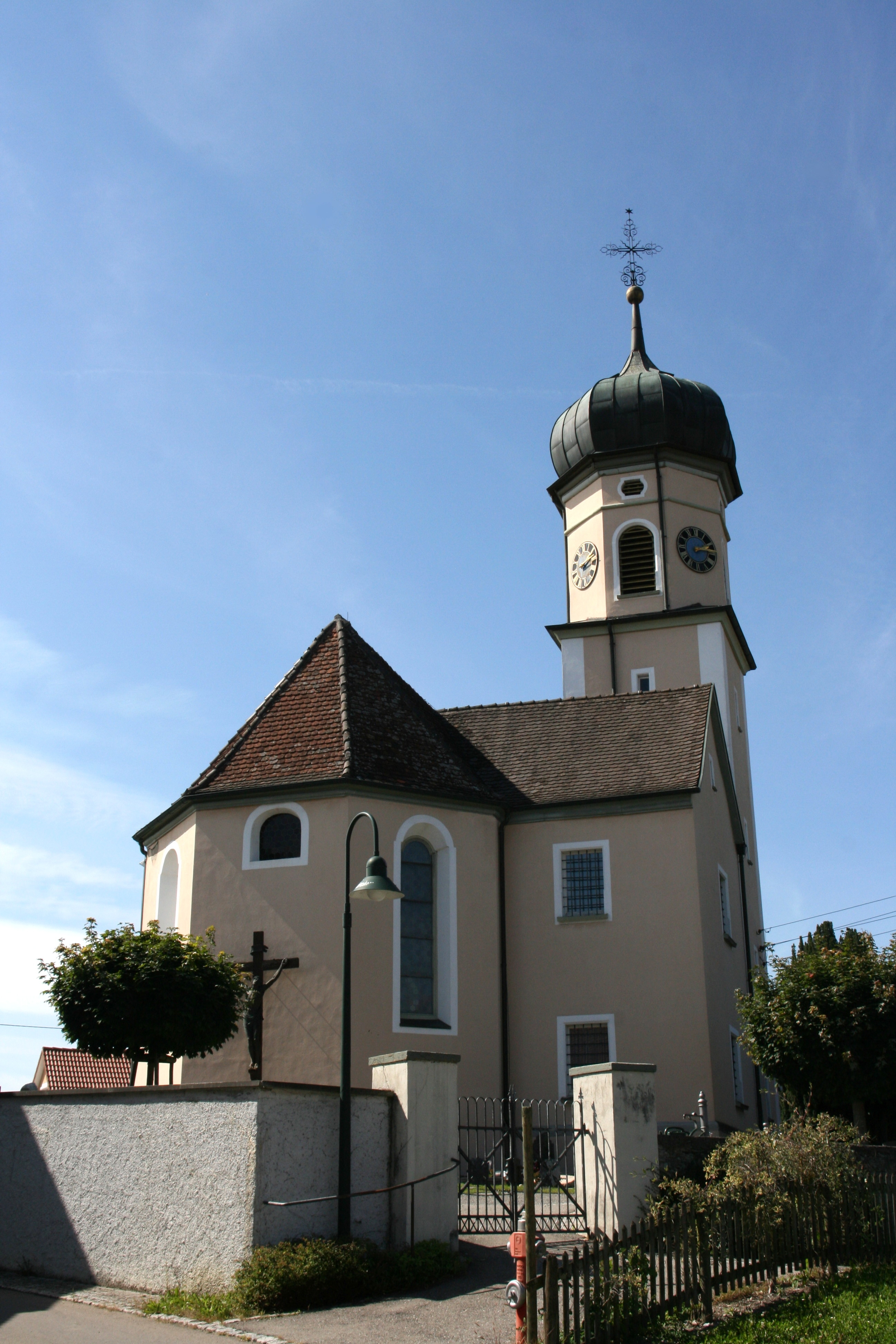
St. Martin in Ittendorf

Die römisch-katholische Pfarrkirche St. Martin steht in Ittendorf, einem Stadtteil von Markdorf im Bodenseekreis in Baden-Württemberg. Die Kirchengemeinde gehört zum Dekanat Linzgau im Erzbistum Freiburg. Das Bauwerk ist beim Landesamt für Denkmalpflege Baden-Württemberg als Baudenkmal eingetragen.

## Beschreibung

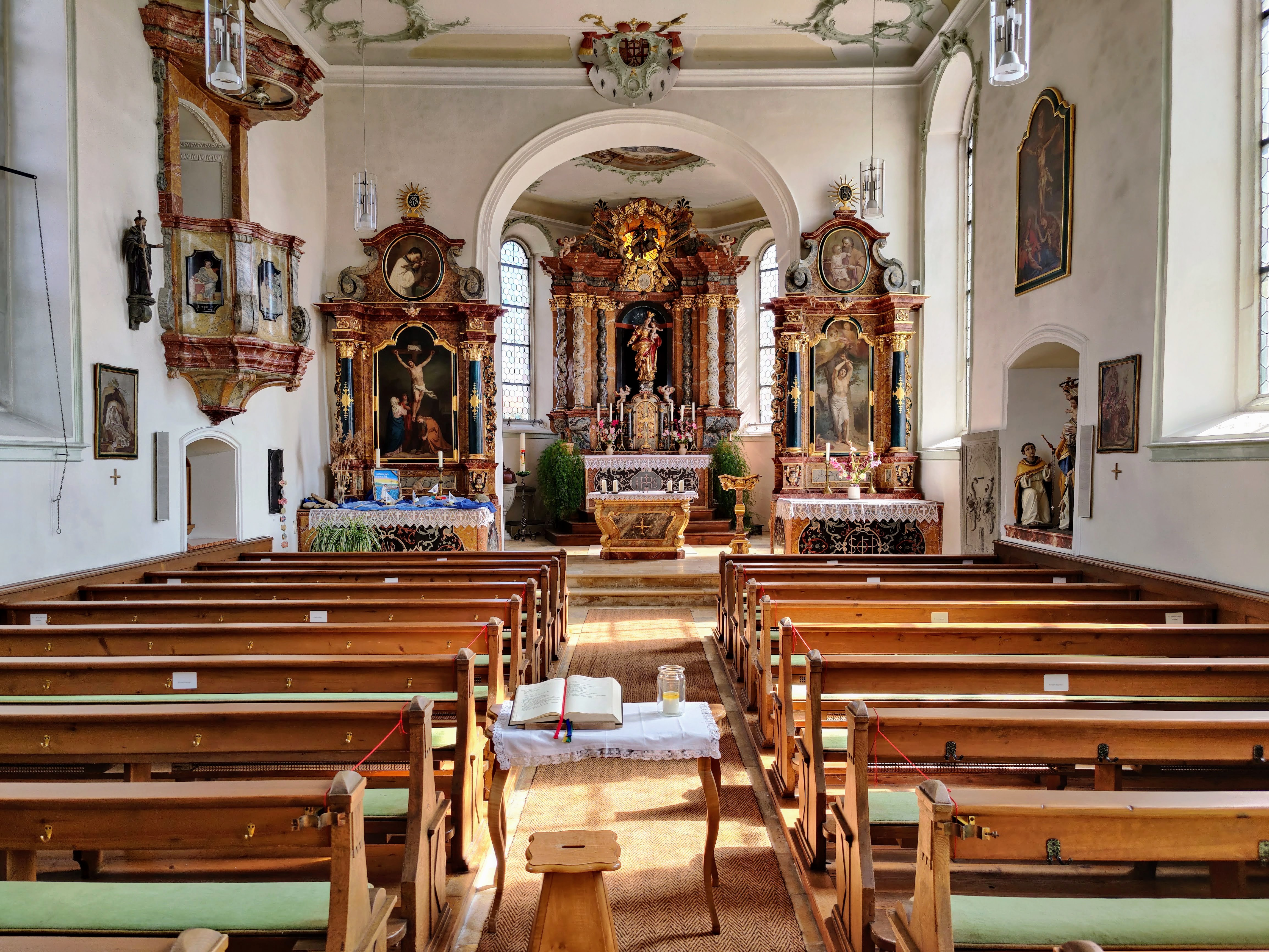
Innenraum

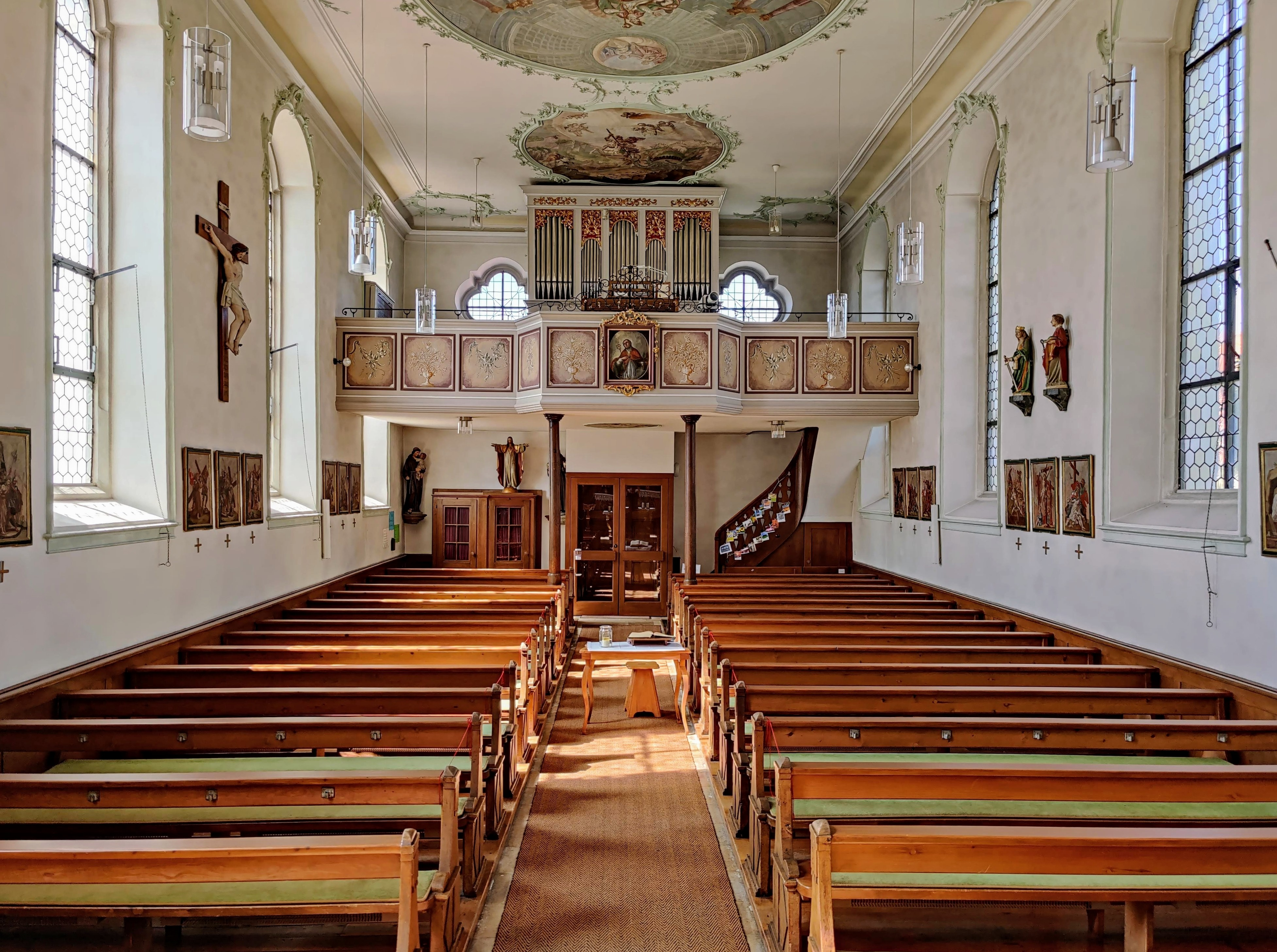
Blick zur Orgel

Die Saalkirche wurde um 1670 vom Kloster Einsiedeln als Erweiterung des Vorgängerbaus errichtet. Sie besteht aus einem Langhaus, einem gleich breiten, dreiseitig geschlossenen Chor im Osten und einem Kirchturm auf quadratischem Grundriss an der Nordwand des Langhauses, der mit einer Zwiebelhaube bedeckt ist. Sein oberstes achteckiges Geschoss beherbergt die Turmuhr und den Glockenstuhl, in dem fünf Kirchenglocken hängen.
Der Innenraum hat Fresken an der Decke, im Langhaus werden der heilige Martin, der heilige Josef und der heilige Georg dargestellt, im Chor die Krönung Mariens. Zur Kirchenausstattung gehört ein Hochaltar aus Stuckmarmor, auf dem sich das Wappen von Marquard Rudolf von Rodt befindet. Die Kreuzwegstationen wurden 1771 angebracht. Die Orgel auf der Empore wurde 1854 von Martin Braun gebaut, 1942 umgebaut und 2003 restauriert.